# Maxim Anatoljewitsch Menschikow
Maxim Anatoljewitsch Menschikow (russisch Максим Анатольевич Меньшиков, * 15. Juni 1975 in Moskau) ist ein russischer Bogenläufer und früherer Bogenbiathlet.
Der seit 1999 im Bogenbiathlon aktive Maxim Menschikow erreichte seinen ersten internationalen Erfolg mit dem Gewinn der Staffel-Bronzemedaille bei den Europameisterschaften des Jahres 2000 in Pokljuka. Bei den Europameisterschaften im Folgejahr gewann er dort im Verfolgungsrennen hinter Andrej Zupan und vor Alberto Peracino die Silbermedaille. Diese gewann er auch mit Juri Ustinow, Wladimir Fomitschow und Andrei Markow hinter den Franzosen mit der russischen Staffel. Bei den Weltmeisterschaften im selben Jahr in Kubalonka wurde Menschikow an der Seite von Iwan Maslennikow, Fomitschow und Markow Weltmeister im Staffelrennen. Es war der erste Weltmeistertitel einer russischen Staffel, die auch in den folgenden vier Jahren immer gewinnen sollte. Beim Massenstartrennen des Top-15-Turniers in Pokljuka belegte der Russe den achten Platz. 2004 gewann er bei der WM in Pokljuka im Massenstartrennen hinter Igor Samoilow und Wolodymyr Ossadtschyj die Bronzemedaille. Zudem wurde er 2004 in der Gesamtwertung des Weltcups hinter Markow und Zupan Dritter. 2004 und 2006 gewann er zweimal die Weltcupwertung im Massenstart. Ein Jahr später gehörte Menschikow bei der letzten Austragung des Staffelrennens bei einer Weltmeisterschaft in Forni Avoltri zum zweiten Mal an der Seite von Pawel Borodin, Wladimir Jewtjukow und Igor Samoilow als Schlussläufer zur siegreichen russischen Staffel. Damit war er als einziger Athlet Mitglied der ersten und letzten siegreichen russischen Staffel, wenngleich er bei den dazwischen liegenden drei Staffelrennen nicht zum Einsatz kam. Bei der Europameisterschaft 2008 in Moskau sorgte eine spektakuläre Wertungsbenachteiligung Menschikows sowie seines Teamkameraden Andrey Tkachov für einen Eklat. Menschikow überquerte beim 10-km-Massenstartrennen der Herren gut eine halbe Minute vor dem Drittplatzierten als erster die Ziellinie, Tkachov als zweiter. Trotz korrekter Zeiterfassung wurden beide aus melderechtlichen Gründen mit Rang 13 und 14 gewertet und gingen bei der Medaillenvergabe leer aus.
Nach den Erfolgen im Bogenbiathlon setzte Menschikow seine Karriere im Bogenlaufen fort. Dort nimmt er seit 2007 an internationalen Turnieren teil. 2011 siegte er bei den offenen Deutschen Meisterschaften. 2009 und 2011 gewann er die Silbermedaille bei den offenen Niederländischen Meisterschaften und holte dort 2010 wie auch wenige Tage zuvor in Deutschland die Bronzemedaille. 2012 ermöglichte er als Organisator der Open Russian Run-Archery Championships eines der bislang bedeutendsten Turniere dieser Sportart und ist maßgeblich an der Koordination internationaler Wettkämpfe beteiligt. 2013 gewann Menschikow die Niederländische Meisterschaft und wurde in Deutschland Zweiter.